# Jan Sławiński (porucznik)
Jan Sławiński ps. „Gruby Janek”, „Gruby Jan” zwany „Tyfusem” (ur. 30 października 1906 w zakopiańskich Kuźnicach, zm. 3 marca 1944 w Kaznowie) – działacz komunistyczny, uczestnik wojny domowej w Hiszpanii, sekretarz II Obwodu PPR, oficer Armii Ludowej.

## Biografia
Skończył trzy klasy szkoły ludowej. W końcu lat dwudziestych zamieszkał w Pełkiniach, gdzie pracował jako szewc. Następnie wyemigrował do Francji, gdzie od 1930 pracował w cynkowni w Pont de-la-Deule w departamencie Nord, później w kopalni Vazier. W kwietniu 1934, zarekomendowany przez działacza komunistycznego we Francji Franciszka Sobeckiego, u którego kwaterował, wstąpił do Polskiej Grupy Językowej Francuskiej Partii Komunistycznej (FPK) w Pont de-la-Deule; od czerwca pełnił funkcję sekretarza. W sierpniu współorganizował strajk okupacyjny w kopalni Escarpeller w Leforest. Następnie zorganizował akcję w obronie ekspulsowanych polskich rodzin górniczych. Wyrzucony za to z pracy w kopalni Vazier, dzięki pomocy działaczy CGT (Confederation Generale du Travail) i FPK, znalazł pracę w koksowni w Douai. Członek Polskich Grup Francuskiej Sekcji Czerwonej Pomocy, działacz Związku Zawodowego Górników i MOPR, od 1935 sekretarz MOPR na departament Nord. Założył kilka patronatów nad więźniami politycznymi w Polsce, korespondował w związku z tym ze Stefanią Sempołowską.
W maju i czerwcu 1936 czynny w walce strajkowej, zdobył popularność jako okręgowy działacz polskiej sekcji górników przy CGT w de. Nord. Prowadził tam skuteczną akcję na rzecz założenia komunistycznego „Dziennika Ludowego”, pozyskując przyszłych abonentów i zbierając środki na uruchomienie pisma (ukazywało się od grudnia 1936 do października 1938. Z kolei centralne kierownictwo polskich grup skierowało go jako instruktora do departamentów Meurthe i Mozela w północno-wschodniej Francji, w celu utworzenia tam organizacji lewicowych i przeciwdziałania wpływom polskich stowarzyszeń „klerykalno-sanacyjnych” (m.in. w Hayange). We wrześniu 1936 powołany do Komitetu Okręgowego Polskich Grup FPK w dep. Nord, odpowiadał za organizowanie wśród górników komitetów solidarności z hiszpańskimi republikanami i mobilizację ochotników. W kwietniu 1938 uzyskał zgodę na wyjazd do Hiszpanii. Członek Komunistycznej Partii Hiszpanii. Przydzielony do Kompanii Ciężkich Karabinów Maszynowych w Batalionie im. Adama Mickiewicza, w nocy z 24 na 25 lipca 1938 osłaniał jego przeprawę na drugi brzeg Ebro. W następnych walkach był już komisarzem politycznym plutonu CKM (zastępcą dowódcy plutonu do spraw polityczno-wychowawczych). Ranny i umieszczony w szpitalu, 24 września został wycofany z frontu nad Ebro. W styczniu 1939 objął funkcję komisarza politycznego batalionu w zreorganizowanej XIII Brygadzie Międzynarodowej im. Jarosława Dąbrowskiego. Wraz z Brygadą 24 stycznia wyruszył w kierunku Barcelony, ale 26 stycznia upadł Madryt, co spowodowało odwrót Brygady. Z ostatnimi jednostkami ochotników 9 lutego przekroczył granicę hiszpańską. Internowany we Francji, początkowo przebywał w różnych obozach internowania, następnie, uznany przez władze francuskie za bardzo niebezpiecznego, w obozie karnym, a od 1941 na przymusowych robotach w Niemczech.
Wiosną 1942 na urlopie w Paryżu spotkał się z działaczem komunistycznym Janem Rutkowskim i niedługo potem dzięki fałszywym dokumentom powrócił do kraju. Działał na Mazowszu, Kielecczyźnie, w Małopolsce i rejonie Rzeszowa, jednak głównie na Lubelszczyźnie. Na początku 1943 był krótko dowódcą operacyjnym Okręgowej Komendy (OK) Gwardii Ludowej. W lutym został wysłany wraz z Grzegorzem Korczyńskim na Zamojszczyznę z zadaniem zorganizowania zbrojnego oporu chłopów przeciw pacyfikacjom, a w marcu do okręgu siedleckiego, gdzie – jak wynika z jego raportu – bez większego skutku podjął próbę organizowania partyzantki GL. Od maja 1943 sekretarz II Obwodu (Obwodu Lubelskiego) PPR. Na początku 1944 roku, po powstaniu Krajowej Rady Narodowej, organizował konspiracyjne rady narodowe i komitety folwarczne. 10 lutego 1944 został mianowany porucznikiem Armii ludowej. Na założycielskim zebraniu konspiracyjnej Wojewódzkiej Rady Narodowej Lubelszczyzny, zwołanym 18 lutego 1944 w Rudce Kijańskiej, został wybrany na członka Rady jako przedstawiciel PPR. Podczas konspiracyjnej narady, którą odbywał 3 marca 1944 w domu Woźniaków w Kaznowie w powiecie lubartowskim z sekretarzem lubelskiego Komitetu Okręgowego PPR Bolesławem Kwiatkiem i szefem sztabu Oręgu nr. 4 Lublin AL Józefem Ozonem, dom został otoczony przez niemiecką żandarmerię na skutek denuncjacji Józefa Kołaczewskiego ps. "Dżo" z NSZ do Gestapo. Uczestnicy spotkania zginęli w walce. Po wojnie zbudowano obelisk w tym miejscu.

Był patronem 3 pułku Wojsk Obrony Wewnętrznej.

## Odznaczenia
- Order Krzyża Grunwaldu III klasy - 19 lipca 1945 (pośmiertnie)

## Awanse
- ofocer polityczny plutonu CKM XIII BI - sierpień 1938
- komisarz batalionu XIII BI - styczeń 1939
- podporucznik - w GL
- porucznik AL - 10 lutego 1944